# Ægir (satellite naturale)
Ægir (designazione provvisoria S/2004 S 10) è un satellite naturale di Saturno. La sua scoperta fu annunciata da Scott S. Sheppard, David C. Jewitt, Jan Kleyna e Brian G. Marsden il 4 maggio del 2005, grazie a delle osservazioni effettuate dal 12 dicembre 2004 all'11 marzo 2005.
Ha un diametro di circa 6 km, e orbita attorno a Saturno alla distanza media di 20,735 Gm in 1116,5 giorni, con un'inclinazione di 167° rispetto all'eclittica (l'inclinazione rispetto all'equatore di Saturno è di 148°), un moto retrogrado e un'eccentricità di 0,252.
Il nome di questo satellite, assegnato nell'aprile 2007, deriva da Ægir, un gigante della mitologia norrena figlio di Fornjótr e fratello di Logi e Kári.